# Radučić
Radučić falu Horvátországban Šibenik-Knin megyében. Közigazgatásilag Ervenikhez tartozik.

## Fekvése
Knintől légvonalban 10, közúton 15 km-re nyugatra, községközpontjától légvonalban 12, közúton 25 km-re délkeletre, Dalmácia északi-középső részén, Bukovica területén, a Zrmanja és a Krka felső folyása között fekszik.

## Története
A régészeti leletek tanúsága szerint területe már a történelem előtti időben is lakott volt. Ezt tanúsítják a Krka szurdokában található várhelyek és a liburnoknak tulajdonítható számos lelet. Az 1. században a rómaiak a Krka szurdokvölgyében építették fel első táborukat, majd az 1. és 2. században a stratégiai fontosságú Burnum városát, melyből mára két, kőből épített boltív látható az Ivoševcire menő út mellett. A falu területén ma is láthatók a Burnumba vezető római út és a vízvezeték maradványai és nem kizárható, hogy római épületek romjai találhatók a föld alatt a Radučićhoz tartozó Burze és Donji Radići területén is. Radučić első írásos említése a spalatói káptalan levéltárában őrzött egyik oklevelében 1368-ban történt, amely azokról a károkról szól, melyet Lackovics Imre dalmát bán a nini püspökségnek okozott. A hagyomány szerint Radučić a területén található három ősi kút egyikéről (a másik kettő Žabnovac és Bubin) kapta a nevét, melyből a hagyomány szerint a török elleni harcok két legendás hőse Stojan Janković és Ilija Smiljanić is ivott. Azt pedig az egyik ősi nemzetségről (Raduči) nevezték el, amely még a 16. századi török hódítás előtt élt itt. A török hódítás idején ez a vidék Észak-Dalmáciával együtt majdnem teljesen kiürült, helyet adva a Boszniából, Hercegovinából és Montenegróból betelepülő, többségben pravoszláv vallású népességnek. A szerbek betelepülése a 16. század elején kezdődött. Knin környékén már 1511-ben nagy számú szerb lakosság érkezett, majd főként Bosznia és hercegovina területéről 1523 és 1527 között Dalmácia területére is sok szerb települt. Az első házak a Mokro Poljéra vezető út mentén és a Knin – Zára út, valamint a Krka közötti részen épültek fel. A településnek 1857-ben 494, 1910-ben 796 lakosa volt. Az első világháború után előbb a Szerb-Horvát-Szlovén Királyság, majd Jugoszlávia része lett. 1991-ben már csaknem teljes lakossága (több mint 98 százalék) szerb nemzetiségű volt. Lakói még ez évben csatlakoztak a Krajinai Szerb Köztársasághoz. A horvát hadsereg 1995 augusztusában a Vihar hadművelet során foglalta vissza a települést. Szerb lakói elmenekültek. A településnek 2011-ben 252 lakosa volt. 

## Lakosság
| Lakosság változása | Lakosság változása | Lakosság változása | Lakosság változása | Lakosság változása | Lakosság változása | Lakosság változása | Lakosság változása | Lakosság változása | Lakosság változása | Lakosság változása | Lakosság változása | Lakosság változása | Lakosság változása | Lakosság változása | Lakosság változása |
| ------------------ | ------------------ | ------------------ | ------------------ | ------------------ | ------------------ | ------------------ | ------------------ | ------------------ | ------------------ | ------------------ | ------------------ | ------------------ | ------------------ | ------------------ | ------------------ |
| 1857               | 1869               | 1880               | 1890               | 1900               | 1910               | 1921               | 1931               | 1948               | 1953               | 1961               | 1971               | 1981               | 1991               | 2001               | 2011               |
| 494                | 558                | 540                | 662                | 753                | 796                | 753                | 905                | 891                | 887                | 762                | 659                | 520                | 482                | 222                | 252                |

## Nevezetességei
- Szent György vértanú tiszteletére szentelt szerb pravoszláv temploma[6] a legáltalánosabban elfogadott nézetek szerint 1524 és 1537 között, tehát a török uralom idején épült. A templom kőből épített egyhajós épület, négyszögletes apszissal, homlokzata felett kétnyílású, pengefalú harangtoronnyal, benne két haranggal. A szentély északkeleti irányba néz. A hajó csúcsíves, az apszis félköríves boltozatú. A főhomlokzaton levő téglalap alakú ajtó egyszerű, kőkeretes, profilozott kő áthidalóval rendelkezik. Az ajtó fölött kő rozetta, a homlokzat oromzatában pedig egy nagy falazott harangdúc áll.  Az északnyugati és délkeleti homlokzaton egy-egy téglalap alakú ablak, az apszis hátsó falán pedig egy kis téglalap alakú  ablak található. A templom padlózata szabályos kőlapokból készült. A bejárati ajtó fölött, a templom belsejében egy fából épített kórus található. A templom a 20. század elejéről származó berendezéssel rendelkezik. Stílusjegyeit és építészeti felfogását tekintve eredetileg középkori épület, újabb, valószínűleg késő barokk kereszthajóval. A templom északnyugati homlokzatán lévő nagy függőleges repedések is azt mutatják, hogy a templom falai valószínűleg egy régebbi épületen nyugszanak. A templom körül temető található, amely a temető kerítésfalába épített középkori jellegű sírkövek alapján régészeti lelőhely.
- Burnum római város, római út és vízvezeték maradványai.
- Ókori eredetű várromok és várhelyek a település határában emelkedő több magaslaton. (Radučka glavica, Carigrad, Čeline, Nad Gredom stb.)

## Fordítás
Ez a szócikk részben vagy egészben  a   Radučić című horvát Wikipédia-szócikk ezen változatának fordításán alapul.  Az eredeti cikk szerkesztőit annak laptörténete sorolja fel. Ez a jelzés csupán a megfogalmazás eredetét és a szerzői jogokat jelzi, nem szolgál a cikkben szereplő információk forrásmegjelöléseként.